# Beacon (Two Door Cinema Club)
Beacon è il secondo album discografico del gruppo musicale nordirlandese Two Door Cinema Club, pubblicato nell'agosto 2012.
L'album ha raggiunto la seconda posizione della Official Albums Chart e la prima della Irish Albums Chart.

## Tracce
1. Next Year - 4:11
2. Handshake - 3:31
3. Wake Up - 3:45
4. Sun - 3:07
5. Someday - 3:43
6. Sleep Alone - 3:56
7. The World Is Watching (con Valentina) - 3:36
8. Settle - 3:52
9. Spring - 3:24
10. Pyramid - 3:09
11. Beacon - 3:24

## Formazione
- Alex Trimble - voce, batteria, chitarra, percussioni, piano, synth
- Sam Halliday - chitarra, synth, cori
- Kevin Baird - basso, synth, cori